# 고스트 오브 요테이
고스트 오브 요테이(Ghost of Yōtei)는 2025년 출시 예정인 액션 어드벤처 게임으로, 서커 펀치 프로덕션이 개발하고 소니 인터랙티브 엔터테인먼트가 배급한다. 2020년 게임인 고스트 오브 쓰시마의 독립적인 속편이다. 이 게임은 2025년 10월 2일 플레이스테이션 5로 출시될 예정이다.

## 게임 플레이
전작과 마찬가지로, 고스트 오브 요테이는 근접 전투와 오픈 월드 탐험에 중점을 둔 3인칭 액션 어드벤처 게임이다. 플레이어 캐릭터인 아쓰는 노타치, 쇄겸, 종자도총, 이도류 등 여러 새로운 무기 유형에 접근할 수 있으며, 갈고리 사슬은 고스트 오브 쓰시마에서 다시 등장한다. 아쓰는 또한 여비를 마련하기 위해 현상금을 완료해야 한다. 개발자들은 플레이어가 고스트 오브 쓰시마에 비해 아쓰의 이야기와 선택에 더 많은 통제권을 가질 것이라고 주장했다.

## 전제
고스트 오브 요테이는 "언더독 복수"라는 주제를 중심으로 한다. 이야기는 고스트 오브 쓰시마 사건으로부터 329년 후인 1603년, 에조치(현대 일본 홋카이도)의 요테이산 주변을 배경으로 한다. 플레이어는 16년 전인 1587년에 가족을 살해하고 집을 파괴한 가면을 쓴 무법자 집단인 스파이더, 오니, 드래곤, 스네이크, 키츠네로 알려진 요테이 식스에게 복수하기 위해 "원령"의 페르소나를 채택하는 낭인 아쓰(에리카 이시이/파이루즈 아이)를 조종하게 되며, 그들의 리더인 사이토 경은 아쓰를 아버지의 일본도로 불타는 나무에 못 박았다.

## 개발
고스트 오브 요테이의 배경은 서커 펀치 프로덕션이 북일본을 여러 차례 방문하면서 영감을 받았다. 크리에이티브 디렉터 제이슨 코넬은 요테이산의 아름다움에 감탄했다. 개발팀은 시레토코 국립공원에서 자연음을 녹음했다. 크리에이티브 디렉터 네이트 폭스는 고스트 오브 쓰시마의 속편이 핵심 요소를 유지하기를 원했다: "플레이어를 봉건 일본의 낭만과 아름다움으로 이동시키는 것". 고스트 오브 쓰시마와 비교하여, 스튜디오는 요테이의 게임 세계를 더 다양하게 만들고, 플레이어가 완료할 수 있는 더 독특한 활동을 추가하기를 원했다.

## 출시
고스트 오브 요테이는 2024년 9월 24일 플레이스테이션의 스테이트 오브 플레이 프레젠테이션에서 공식적으로 공개되었으며, 2024년 11월 더 게임 어워드에서 가장 기대되는 게임으로 지명되었다. 2025년 4월 23일, 이 게임은 2025년 10월 2일 플레이스테이션 5로 출시될 예정이라고 발표되었다.